# Maria Marc
Maria Franck-Marc, née  Bertha Pauline Marie Franck (Berlijn, 12 juni 1876 - Ried (Beieren), 25 januari 1955), was een Duitse kunstenares. Ze is ook bekend als de vrouw van Franz Marc.

## Jeugd en Opleiding
Maria Franck werd geboren in 1876 en groeide op in Berlijn in een gegoede familie. In 1895 studeerde ze af aan de Königliche Akademie der Künste (Koninklijke Kunstacademie) in Berlijn, als lerares kunst in de lagere en middelbare school. Naast haar studies als lerares volgde ze ook les aan de Damenakademie (Meisjesacademie) in Berlijn, bij onder andere Karl Storch.
Vanaf 1903 studeerde ze in München aan de Damen-Akademie des Künstlerinnen-Vereins (Meisjesacademie van het Kunstenaarsgenootschap). Vrouwen mochten zich toen niet inschrijven aan universiteiten of kunstacademies. Daarom richtten enkele vrouwelijke kunstenaars in 1882 in München een kunstschool op voor vrouwen. Ze kreeg er les van Angelo Jank en Max Feldbauer.
In 1905 verbleef ze meerdere maanden in de Kunstenaarskolonie Worpswede waar Otto Modersohn haar begeleidde. Haar werk uit deze periode toonde zeer veel landschappen, en ze ontwikkelde ook een interesse voor het schilderen van kinderen. Deze thema's bleven haar hele leven op de voorgrond en stonden centraal in het expressionisme.

## Huwelijk Franz Marc

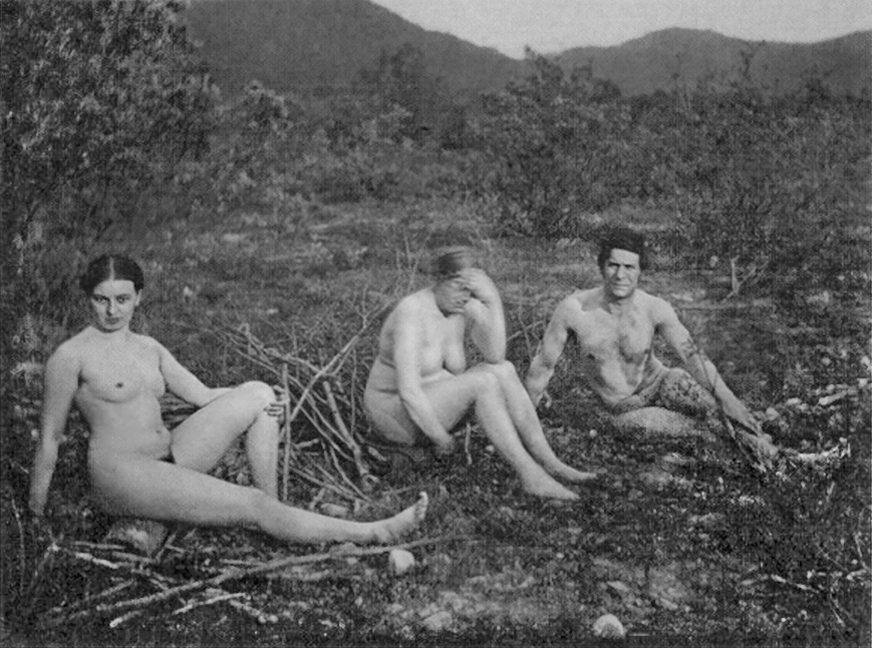
Marie Schnür, Maria Franck en Franz Marc in 1906

In 1905 ontmoette ze haar toekomstige echtgenoot Franz Marc voor het eerst en in 1906 begon ze een relatie met hem, mogelijk in een ménage à trois met kunstenares Marie Schnür. Franz Marc trouwde uiteindelijk eerst met Schnür in 1907, maar de twee scheidden een jaar later. In 1911 trouwden Marc en Franck. Haar ouders waren niet echt tevreden met het huwelijk, noch met het kunstenaarsbestaan van hun dochter. Het koppel had grote bewondering voor de kunst van Japanse houtsnedes en liet zich hierdoor inspireren.
In deze periode werkte ze naast haar schilderkunst ook aan illustraties voor kinderboeken in de hoop gepubliceerd te worden, dit vooral om financiële redenen.

## Blaue Reiter
In 1910 en 1911 leerden Franck en Marc de kunstenaarskoppels August Macke en Elisabeth Erdmann-Macke, en Wassily Kandinsky en Gabriele Münter kennen. Ze waren kort in contact met de Neue Künstlervereinigung München maar besloten om een eigen beweging op de richten: Der Blaue Reiter. Ook de koppels Paul en Lily Klee, en Alexej von Jawlensky en Marianne von Werefkin, die op dat moment ook in München woonden, raakten bevriend met de Blaue Reiter. De groep wordt gerekend tot de basis van het expressionisme en was gefascineerd door originaliteit en authenticiteit, terugkeer naar de natuur, en het weergeven van emoties met felle kleuren.
Deze kunstenaarsgroep organiseerde twee tentoonstellingen, in 1911 en 1912. In de tweede tentoonstelling stelde Maria Franck-Marc drie werken voor. Haar schilderijen tonen kinderspeelgoed, een belangrijk thema voor de Blaue Reiter, die de wereld van kinderen met authenticiteit verbindt. Ook Macke schilderde kinderen vanuit zijn interesse in natuurlijke spontaneïteit.

## Eerste Wereldoorlog
Door het begin van de Eerste Wereldoorlog viel de groep van de Blaue  Reiter uit elkaar. Zowel Franz Marc als August Macke werden opgeroepen naar het front en Kandinsky (van Russische nationaliteit) verliet Duitsland. Franz Marc sneuvelde aan het front in 1916. Maria Franck-Marc organiseerde een herdenkingstentoonstelling voor hem in München. Ook August Macke stierf aan het front. De twee weduwes, Maria Franck-Marc en Elisabeth Erdmann-Macke, bleven levenslang bevriend.
Door het uitbreken van de oorlog en het vertrek van haar man naar het front, stopte Franck-Marc met het maken van schilderijen. Ze maakte borduurwerkjes ter afleiding van de oorlog en ze is nooit opnieuw beginnen schilderen. Al in 1915 bleek dat deze overstap naar textielkunst geen hobby meer was, maar een belangrijk keerpunt in haar carrière vormde. Ook Elisabeth Erdmann-Macke had  zich toegelegd op textiel.

## Bauhaus en textielkunst
Na de oorlog reisde Franck-Marc regelmatig naar Weimar en Dessau, waar ze ook Kandinsky en Klee opnieuw ontmoette. In 1922 schreef ze zich in aan de academie van Bauhaus in Weimar, waar ze zich volledig toelegde op textielkunst. Ze stapte echter af van borduren en begon met weven.
Van 1929 tot 1938 verbleef Franck-Marc vooral in Ascona (in Zwitserland), waar ook von Werefkin woonde. Ze ging er regelmatig naar Monte Verità, een sanatorium dat uitgroeide tot een ontmoetingsplek voor kunstenaars, pacifisten en allerlei alternatieve revolutionairen.
Tijdens deze periode was ze zeer productief: ze ontwierp en weefde tapijten naar haar eigen design, met duidelijke invloeden van Paul Klee op vlak van compositie.

## Latere leven en dood
Tijdens de Tweede Wereldoorlog verbleef ze thuis in München, en weduwe Elisabeth Erdmann-Macke woonde een tijdje bij haar in. Na de oorlog verbleef ze opnieuw vaker in Zwitserland.
Haar eigen werk werd nog slechts één keer tentoongesteld: in 1952 stelde ze elf tapijten tentoon in de galerie van Otto Stangl in München.
Maria Marc stierf in 1955 in Ried, in Beieren. Na haar dood in 1955 speelde Stangl een grote rol in het preserveren van Marcs en Franck-Marcs kunst. Hij was ook betrokken bij de oprichting van het Franz Marc Museum.

## Musea
Werken van Maria Marc zijn permanent te zien onder meer in:
- Lenbachhaus in München[11]
- Franz Marc Museum in Kochel am See[14]